# Roman Dadaczyński

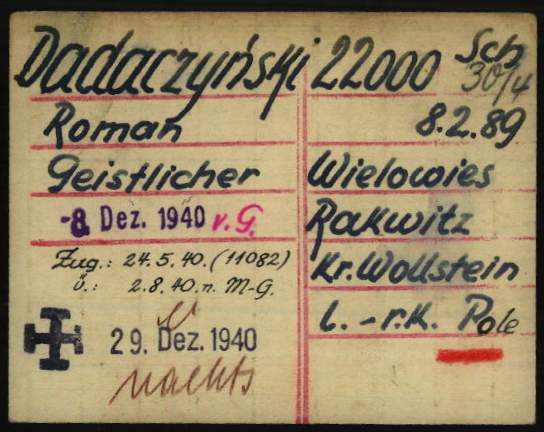
Karta rejestracyjna Romana Dadaczyńskiego jako więźnia w niemieckim nazistowskim obozie koncentracyjnym Dachau

Roman Józef Dadaczyński (ur. 8 lutego 1889 w Wielowsi, zm. 28 grudnia 1940 w KL Dachau) – polski duchowny rzymskokatolicki, starszy kapelan Wojska Polskiego, powstaniec wielkopolski.

## Życiorys
Syn aptekarza Kaspra i Anny Jaensch. Gimnazjum ukończył w Ostrowie Wielkopolskim (1909). Działał wówczas w Towarzystwie Tomasza Zana. Od 1909 do 1914 uczył się w Seminarium Duchownym w Gnieźnie (święcenia kapłańskie otrzymał 1 marca 1914). Kolejno był wikariuszem w: Marcinkowicach, Morzewie, Kostrzynie i Miejskiej Górce. 
14 listopada 1918 wybrano go na członka Rady Robotniczej i Żołnierskiej w Miejskiej Górce, gdzie kontrolował pracę niemieckich urzędników. 8 stycznia 1919 z jego inicjatywy rozpoczęło się formowanie Straży Ludowej w Miejskiej Górce. 10 stycznia został kapelanem oddziałów powstańczych. Odbierał przysięgi od powstańców. 28 stycznia 1919 wspierał żołnierzy na pierwszej linii frontu, podczas silnych ataków Niemców na Miejską Górkę. Od 23 lutego 1919 był kapelanem 11 (69) Pułku Strzelców Wielkopolskich. Na froncie przebywał do 1920 (wojna z bolszewikami). 
3 maja 1922 roku został zweryfikowany w stopniu starszego kapelana ze starszeństwem z 1 czerwca 1919 roku i 33. lokatą w duchowieństwie wojskowym wyznania rzymskokatolickiego, a jego oddziałem macierzystym była Kuria Biskupia. 
Pełnił służbę na stanowisku kierownika Rejonu Duszpasterstwa Katolickiego Tarnopol. Z dniem 1 grudnia 1925 został przeniesiony do Korpusu Ochrony Pogranicza na stanowisko kapelana 5 Brygady Ochrony Pogranicza w Łachwie. W 1927 został przeniesiony do rezerwy. 
Od 16 maja 1927 piastował funkcję proboszcza w Wyganowie, a potem w Rakoniewicach. Udzielał się w środowiskach powstańczych. We wrześniu 1939 udał się do Poznania, gdzie usiłował dostać się do armii, ale z uwagi na wiek nie przyjęto go. Jako powstaniec wielkopolski aresztowany w Rakoniewicach, został osadzony w więzieniu w Wolsztynie. W wyniku tortur trafił do szpitala. Internowany i przetrzymywany w Lubiniu. 24 maja 1940 przewieziono go do niemieckiego obozu koncentracyjnego w Dachau, gdzie po kilku miesiącach zmarł z wyczerpania.

## Ordery i odznaczenia
- Krzyż Niepodległości – 27 września 1932 roku „za pracę w dziele odzyskania niepodległości”[7]
- Krzyż Walecznych[6]